# Cynorkis commersonii
Cynorkis commersonii är en orkidéart som beskrevs av Heinrich Gustav Reichenbach. Cynorkis commersonii ingår i släktet Cynorkis, och familjen orkidéer. Inga underarter finns listade i Catalogue of Life.